# Caesar Rodney (politik)
Caesar Rodney (7. října 1728, Delaware – 26. června 1784, Delaware) byl americký právník a politik z St. Jones Neck v Doveru Hundred, Kent County, Delaware, východně od Doveru. Během francouzsko-indiánské války a americké revoluce byl důstojníkem milice Delaware, kontinentálním kongresmanem z Delaware, signatářem Deklarace nezávislosti a prezidentem státu Delaware po většinu průběhu americké revoluce.

## Životopis
Caesar Rodney se narodil 7. října 1728 na farmě "Byfield" své rodiny v St. Jones v East Dover Hundred, Kent County, Delaware. Caesar byl nejstarším synem z osmi dětí Caesara a Elizabeth Crawford Rodney a vnukem Williama Rodneyho. William Rodney emigroval do amerických kolonií v letech 1681–82 spolu s Williamem Pennem a byl předsedou Colonial Assembly (koloniálního shromáždění) Delaware County v roce 1704. Rodneyho matka byla dcera Rev. Thomase Crawforda, anglikánského rektora Christ Church v Doveru. Mezi rodovými předky rodiny Rodneyů byla prominentní rodina Adelmareů v Trevisu v Itálii, což bylo doloženo genealogickými studiemi. Farma Byfield byla prosperující farma o rozloze 320 hektarů, na které pracovali otroci. S přidáním dalších sousedních nemovitostí byli Rodneyovi bohatí členové místní komunity. Plantáž vzrostla na 1 000 hektarů a pracovalo na ní 200 otroků; to vydělalo dostatečný příjem z prodeje pšenice a ječmene na trzích ve Filadelfii a Západní Indii znamenal dostatek hotovosti a volného času, což umožnilo rodinným příslušníkům účastnit se společenského a politického života v Kent County. Ve věku 17 let a po smrti svého otce v roce 1746 byl Caesar svěřen do opatrovnictví Nicholasovi Ridgelymu u sirotčího soudu Delaware. Caesar navštěvoval latinskou školu ve Filadelfii v Pensylvánii až do smrti svého otce. Caesar byl jediný z Rodneyových dětí, který dostal formální vzdělání. Celý život trpěl astmatem a v dospělosti pak ještě rakovinou obličeje. Zažil drahé, bolestivé a marné lékařské ošetření rakoviny. Nosil proto zelený šátek aby zakryl svou znetvořenou tvář. Nemoc ho zabila za osm let.

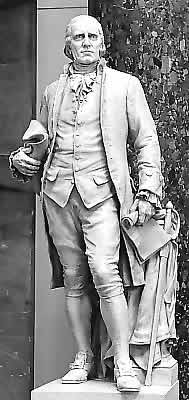
Socha Caesara Rodneyho od Bryane Bakera

## Americká revoluce
Caesar Rodney se politicky shodl s Thomasem McKeanem z New Castle County a byl v opozici vůči George Readovi, který byl pro spolupráci s britskou vládou a spíše než válku podporoval diplomatické řešení.
Rodney se připojil k Thomasovi McKeanovi jako delegát Stamp Act Congress v roce 1765 a byl vůdcem delawarského Committee of Correspondence. Svou práci zahájil v Assembly of Delaware (shromáždění) v roce 1761/62 a pokračoval v úřadu v roce 1775/76. Několikrát působil jako mluvčí úřadu, včetně důležitého dne 15. června 1776, kdy „s předsedou Rodneym a pod vedením Thomase McKeana na základě rozhodnutí“, shromáždění Delaware hlasovalo pro přerušení všech vazeb s britským parlamentem a králem. Rodney pracoval v kontinentálním kongresu spolu s Thomasem McKeanem a Georgem Readem od roku 1774 do roku 1776. Když Rodney dostal od Thomase McKeana zprávu, že jednání o podpisu Deklarace nezávislosti za stát Delaware uvázlo na mrtvém bodě, jel v noci 1. července 1776 bouřkou 70 kilometrů, dorazil do Filadelfie „v botách s ostruhami“ 2. července, právě na zahájení hlasování. Hlasoval s McKeanem, a tím umožnil státu Delaware připojit se k jedenácti dalším státům hlasujícím pro usnesení o nezávislosti. Znění prohlášení o nezávislosti bylo schváleno o dva dny později; Rodney jej podepsal 2. srpna. Jeho hlasování vedlo k jeho volební porážce v Delaware v nadcházející ústavním hlasování Delaware Constitutional Convention a v novém Delaware General Assembly (Valné shromáždění).
Uprostřed katastrofických událostí po bitvě u Brandywine a po britské okupaci Wilmingtonu a Filadelfie bylo v říjnu 1777 zvoleno nové Valné shromáždění. Nejprve Rodneyho a Thomase McKeana okamžitě vrátili do kontinentálního kongresu. Poté, se prezident John McKinly dostal do britského zajetí a George Read onemocněl, zvolili Rodneyho 31. března 1778 prezidentem státu Delaware. Kancelář neměla pravomoc moderního guvernéra ve Spojených státech, takže Rodneyův úspěch byl výsledkem jeho popularity v Delaware General Assembly, kde ležela skutečná autorita, a z loajality delawarských milic, což byl jediný prostředek k prosazení této autority.
Mezitím Rodney sháněl peníze, zásoby a vojáky, aby podpořil národní válečné úsilí. Delaware Continentals bojoval dobře v mnoha bitvách od bitvy na Long Islandu až po bitvu v Monmouthu, ale v roce 1780 armáda utrpěla nejhorší porážku v bitvě u Camdenu v Jižní Karolíně. Pluk byl téměř zničen a zbytek byl tak omezen, že mohl bojovat po zbytek války pouze s Marylandským plukem. Rodney udělal hodně pro stabilizaci situace, ale jeho zdraví se zhoršovalo a on rezignoval na svůj úřad 6. listopadu 1781, krátce po přesvědčivé bitvě u Yorktownu.
Rodney byl zvolen Delaware General Assembly do Kongresu Spojených států podle článků Konfederace v letech 1782 a 1783, ale nemohl se zúčastnit pro své špatné zdraví. Dva roky poté, co opustil státní předsednictví, byl však zvolen na zasedání zákonodárné rady v letech 1783/84 a jako poslední projev úcty ho Rada vybrala za svého předsedu. Jeho zdraví se nyní rychle zhoršovalo a i když se zákonodárná rada na krátkou dobu setkala v jeho domě, zemřel před koncem zasedání. Jeho tělo je pohřbeno v neoznačeném hrobě na jeho milované farmě, "Poplar Grove" (dnes známý jako "Byfield"). I když existuje možnost, že má náhrobní kámenem v biskupské církvi Krista, je to pravděpodobně jen pomník. Mnoho zdrojů cituje, že je tam pohřben, nicméně většina delawarských historiků věří, že pod tímto náhrobkem je pohřben některý z jeho neidentifikovaných příbuzných. Rodney je tedy pohřben v neoznačeném hrobě na neoznačeném pozemku své rodiny, na jejich bývalé farmě východně od základny leteckých sil v Doveru.